# کریم بی‌لی (بردع)
کریم بی‌لی (به لاتین: Kərimbəyli) یک منطقه مسکونی در جمهوری آذربایجان است که در شهرستان بردع واقع شده است. کریم بی‌لی ۲۵۹ نفر جمعیت دارد.